# Veysel Sarı
Veysel Sarı (Istanbul, 25 luglio 1988) è un calciatore turco, difensore o centrocampista dell'Antalyaspor.

## Carriera

### Club
Ha giocato nella prima divisione turca.

### Nazionale
Nel 2013 ha segnato una rete in 2 presenze con la nazionale turca.

## Palmarès

### Club

#### Competizioni nazionali
- Campionato turco: 1

Galatasaray: 2014-2015
- Coppa di Turchia: 2

Galatasaray: 2013-2014, 2014-2015